# Villa Hero

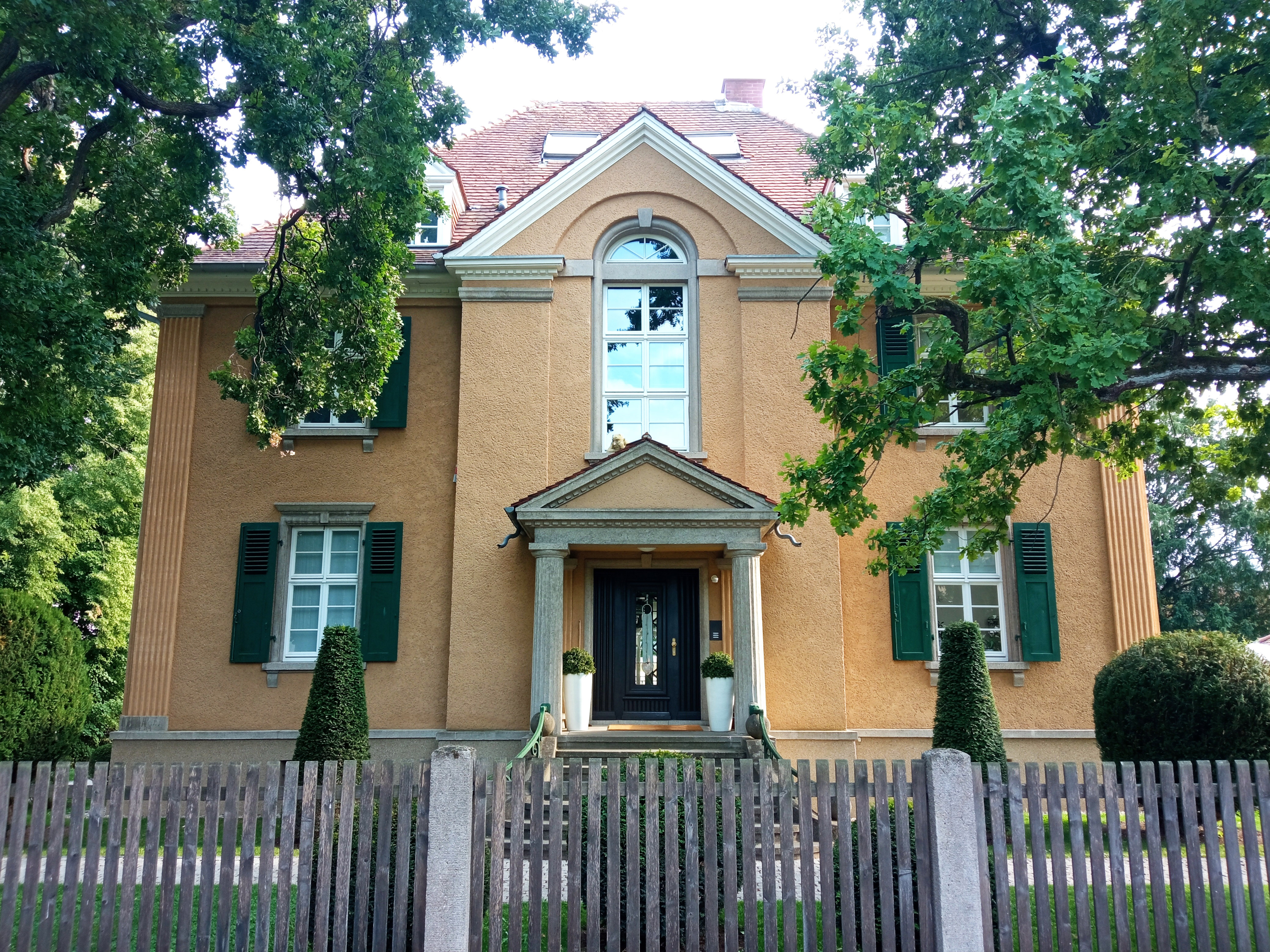
Die Villa Hero im August 2022

Die Villa Hero, auch Marmeladenschlösschen genannt, ist ein großbürgerliches Wohnhaus in Groß-Gerau, das unter Denkmalschutz steht.

## Geschichte und Beschreibung
Das Gebäude wurde 1922 als Direktorenwohnhaus für die Helvetia Konservenfabrik Groß-Gerau AG, ein damals mehrheitlich im Besitz der Conservenfabrik Lenzburg befindliches Unternehmen, in der Gartenstraße 2 in Groß-Gerau erbaut.
Die Villa ist zweigeschossig. Im Erdgeschoss befinden sich großzügige Gesellschaftsräume und im Obergeschoss private Wohnräume. Das Gebäude wurde ursprünglich auf einem parkartigen Grundstück errichtet. 1953 wurde das Grundstück geteilt und der unbebaute Teil als Bauplatz verkauft. Parallel dazu wurde das Haus zu einem Mietshaus mit drei Wohnetagen umgebaut. In den 2000er Jahren stand das Gebäude längere Zeit leer und es war in einem sehr renovierungsbedürftigen Zustand. 2009 kaufte ein Ehepaar das Gebäude und ließ eine umfangreiche Sanierung und detailgetreue Restaurierung durchführen. Die Aufteilung in drei Wohneinheiten wurde zurückgebaut und die bauzeitliche Ausgestaltung wieder hergestellt. Die Gartenanlage und die Einfriedung wurden nach historischen Plänen wieder hergestellt. Ende 2009 wurde das Gebäude in die Denkmalliste aufgenommen und ist seitdem ein Kulturdenkmal.
2015 erhielten die beiden Besitzer den Hessischen Denkmalschutzpreis (4. Platz, 3000 €).